# 高窓

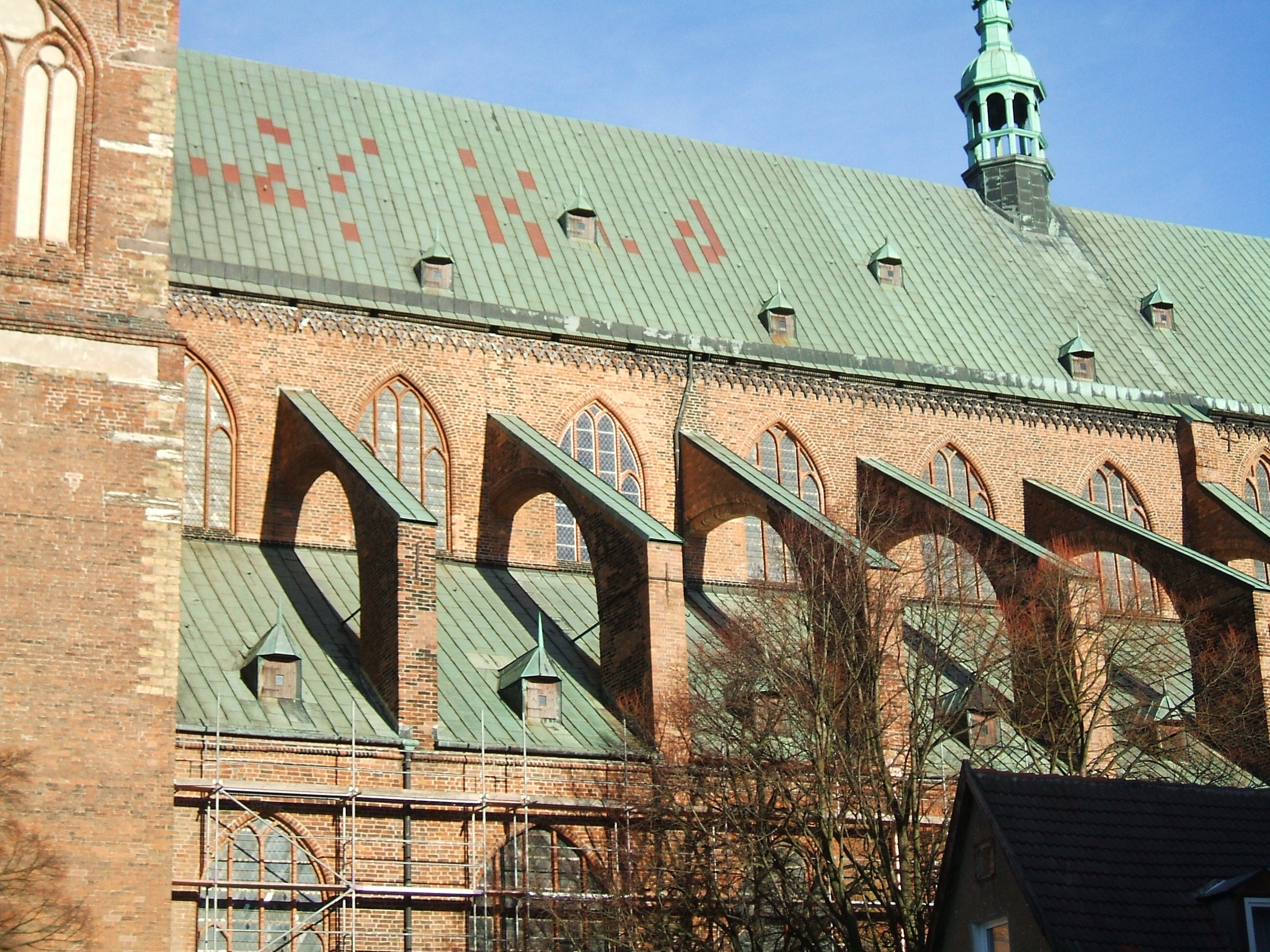
聖ニコラス教会（ドイツ・シュトラールズント）の側面で緑色の上の屋根と中程の屋根の間にあるいくつかの「高窓」。いくつかの「飛梁」で補強されている。

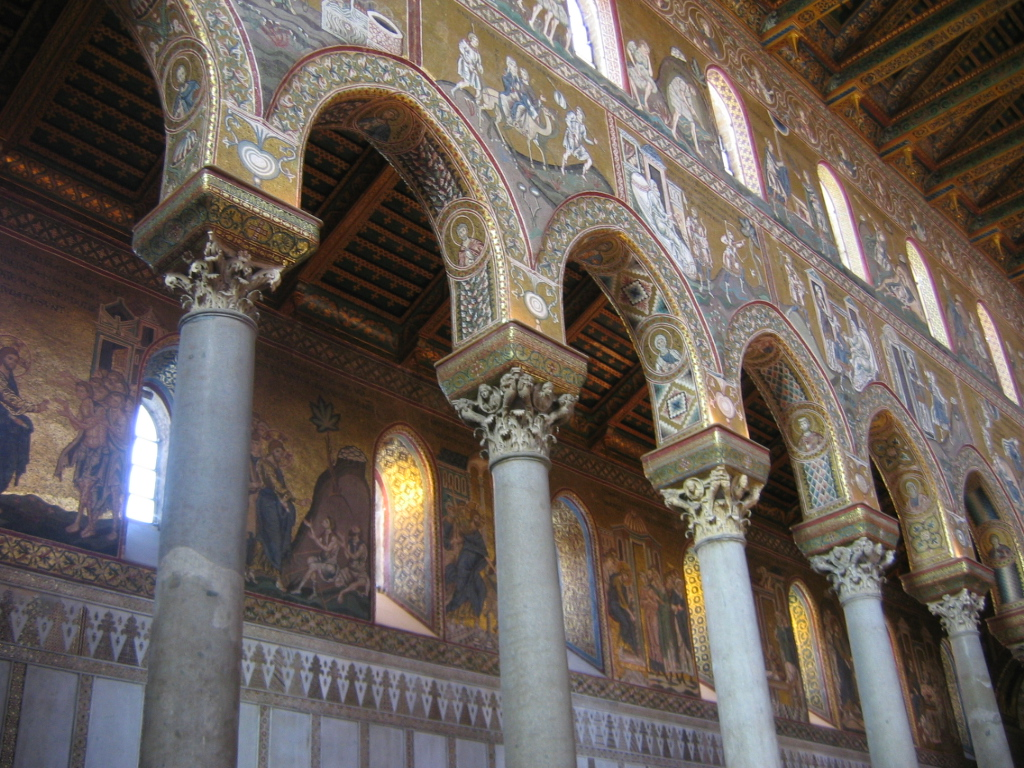
モンレアーレにあるバシリカ風の大聖堂の高窓はモザイクで飾られている。

高窓（たかまど）またはクリアストーリー（英語: Clerestory）とは、天井付近の壁の高い位置に採光または通気のために設ける窓のことである。地窓などと向き合わせて設けると効果的な換気が得られる。防犯性も高い。
歴史的には、ローマ時代のバシリカの壁側の二階、またはロマネスク建築またはゴチック建築の教会堂で身廊の壁側の側廊の壁の高い部分に置くいくつかの窓を指している。
高窓は鉄道車両および自動車などの交通車両の側面にも置かれることもある。機能的に、日本建築の「欄間」に似ているところがある。

## 歴史

### 古代世界
西洋建築における高窓は、古代エジプトの寺院に起源があると見られている。少なくとも、アマルナ時代には、高窓がすでに表れている。
クレタ島のミノア文明のクノッソス宮殿にも高窓があり、その採光効果は「光の井戸」（lightwells）で補強されている。
聖書の記述によると、ソロモン王が建てた寺院にも高窓が使われたという。
古代ギリシャの建築にも、高窓は使われてきた。それを受け継いだ古代ローマ人も高窓をバシリカに応用して、またそれをバシリカに似た浴場建築、宮殿建築にも使っている。

### 初期キリスト教建築
初期キリスト教の教会堂およびいくつかのビザンチン建築の教会堂は、特にイタリアではローマ時代のバシリカ建築様式になっていて、身廊の両脇に側廊があり、その壁の上に高窓があり、身廊と直角に袖廊も加えて、教会の平面図がラテン十字に見えるようにしている。

### ロマネスク時代
ロマネスク建築では、ローマ時代のバシリカ様式を発展させている。この時代の建築で現存する最古の教会はドイツのアウグスブルグ大聖堂（Augsburg Cathedral）である。

### ゴチック時代
ロマネスク建築後に、ゴチック建築では高窓がさらに高く、大きくなっていて、フランスのアミアンのノートルダム大聖堂、イギリスのウェストミンスター寺院にそれを見ることができる。

## 現代の省エネルギー建築
近代における高窓の応用は、プライバシーを確保しながら、採光と通風を目的とした壁面の高い窓として、工場などで使われている。
現代では採光と通風の目的だけでなく、省エネルギー住宅の目的で応用されている。

## 西洋以外の建築でも
高窓の概念は日本建築でも、「欄間」などに使われている。

## 建築関係の高窓ギャラリー

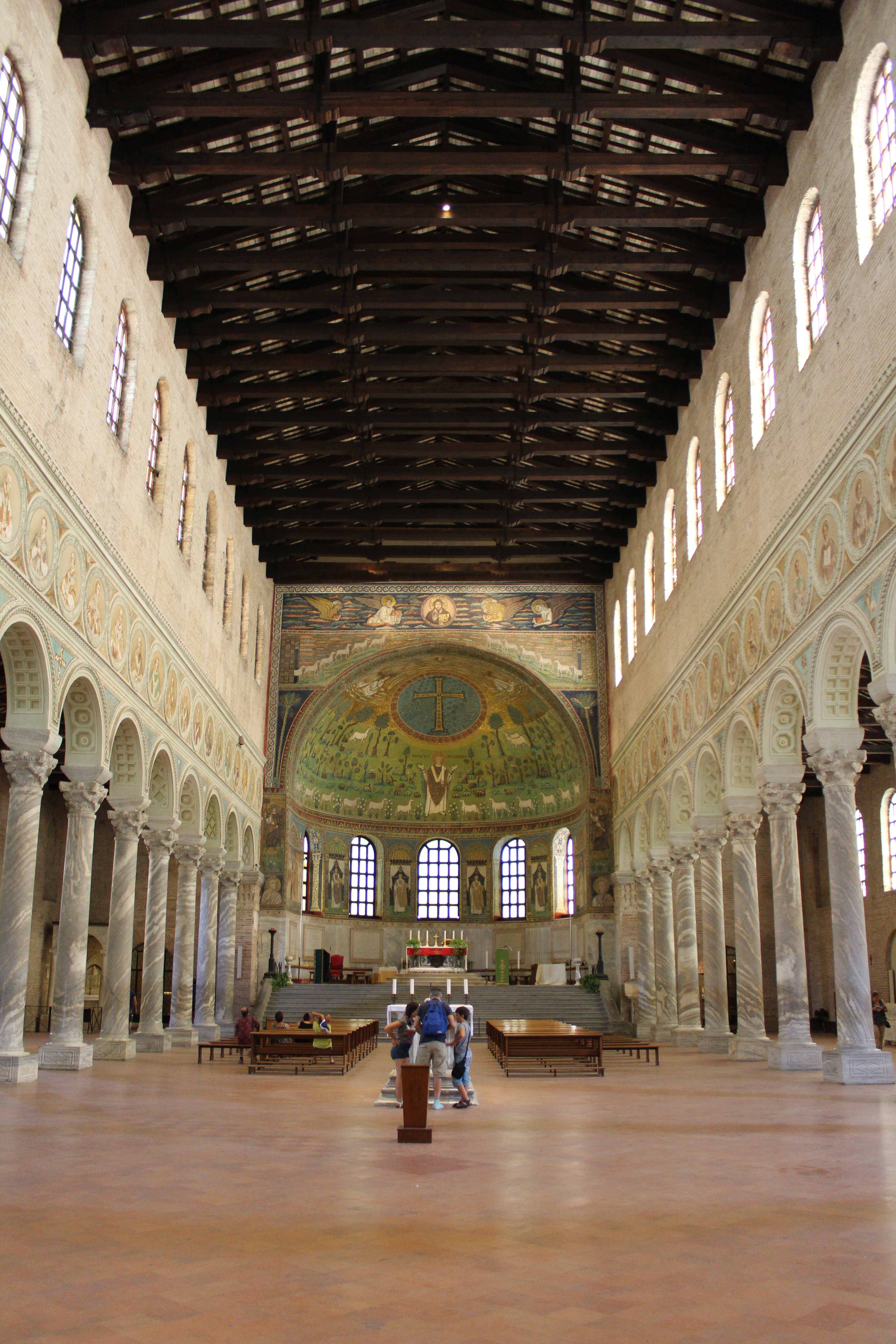
イタリアのサンタポリナーレ・イン・クラッセ聖堂（ビザンチン建築）
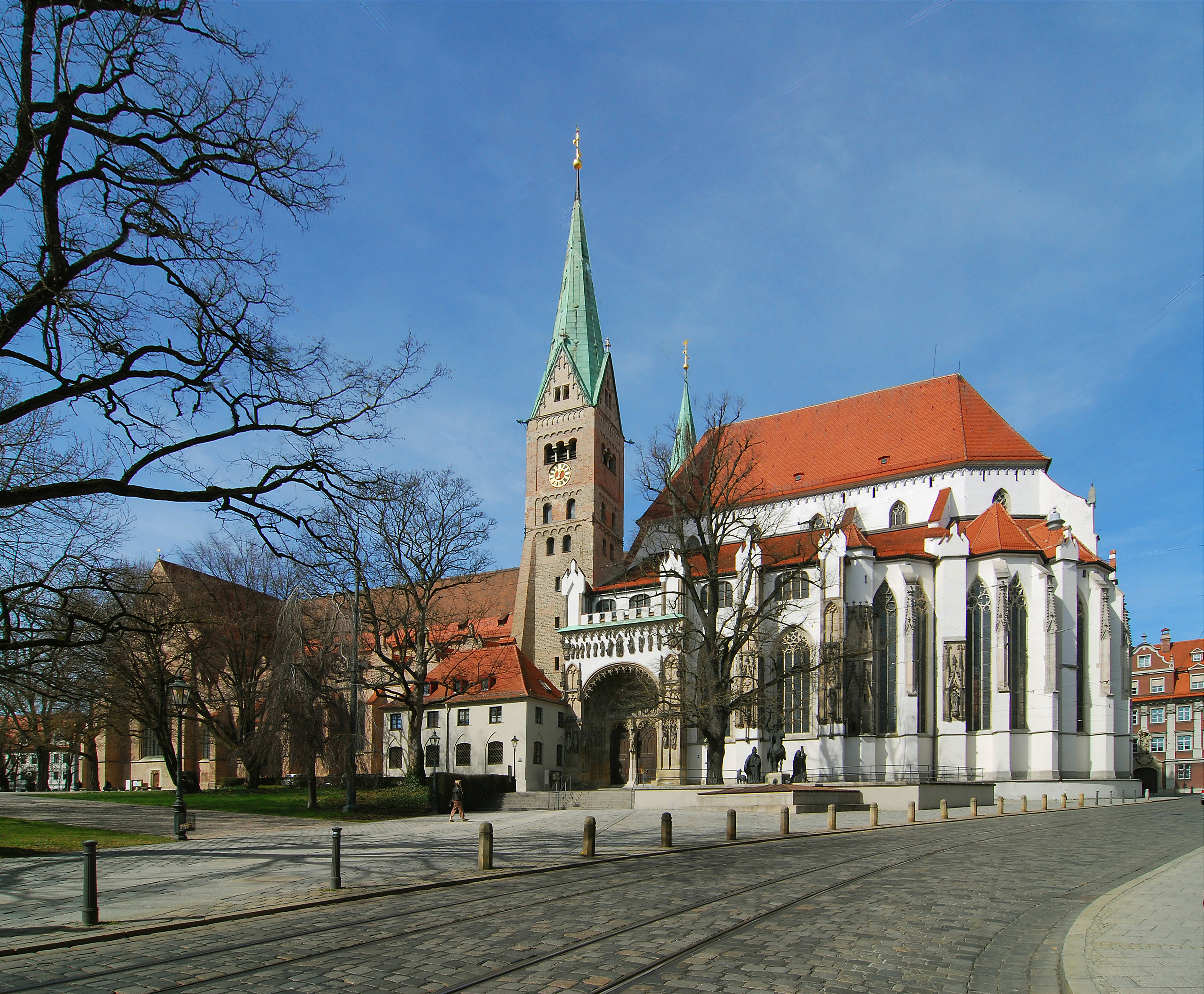
ドイツのアウグスブルグ大聖堂（ロマネスク建築）
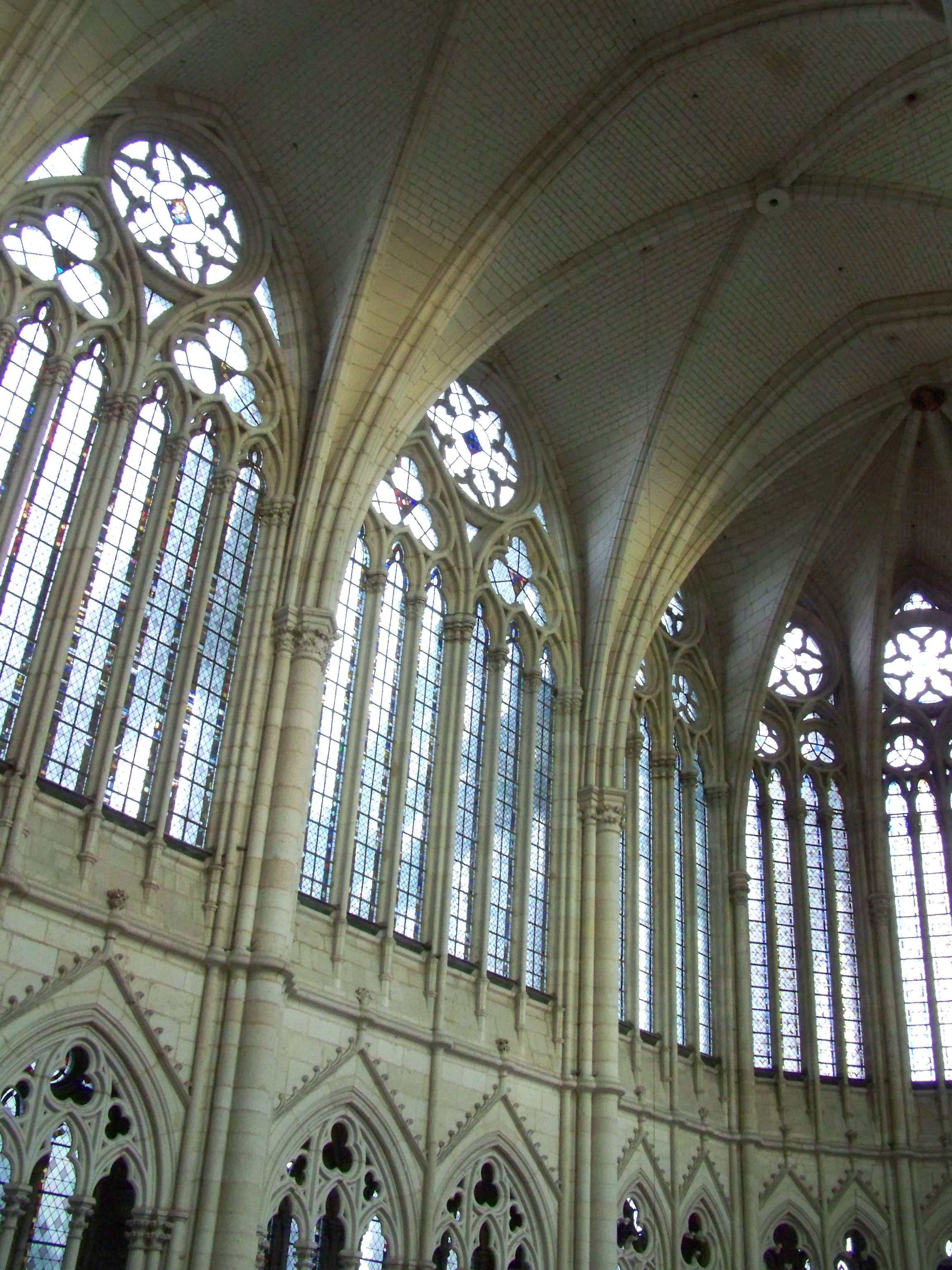
アミアンのノートルダム大聖堂（ゴチック建築）
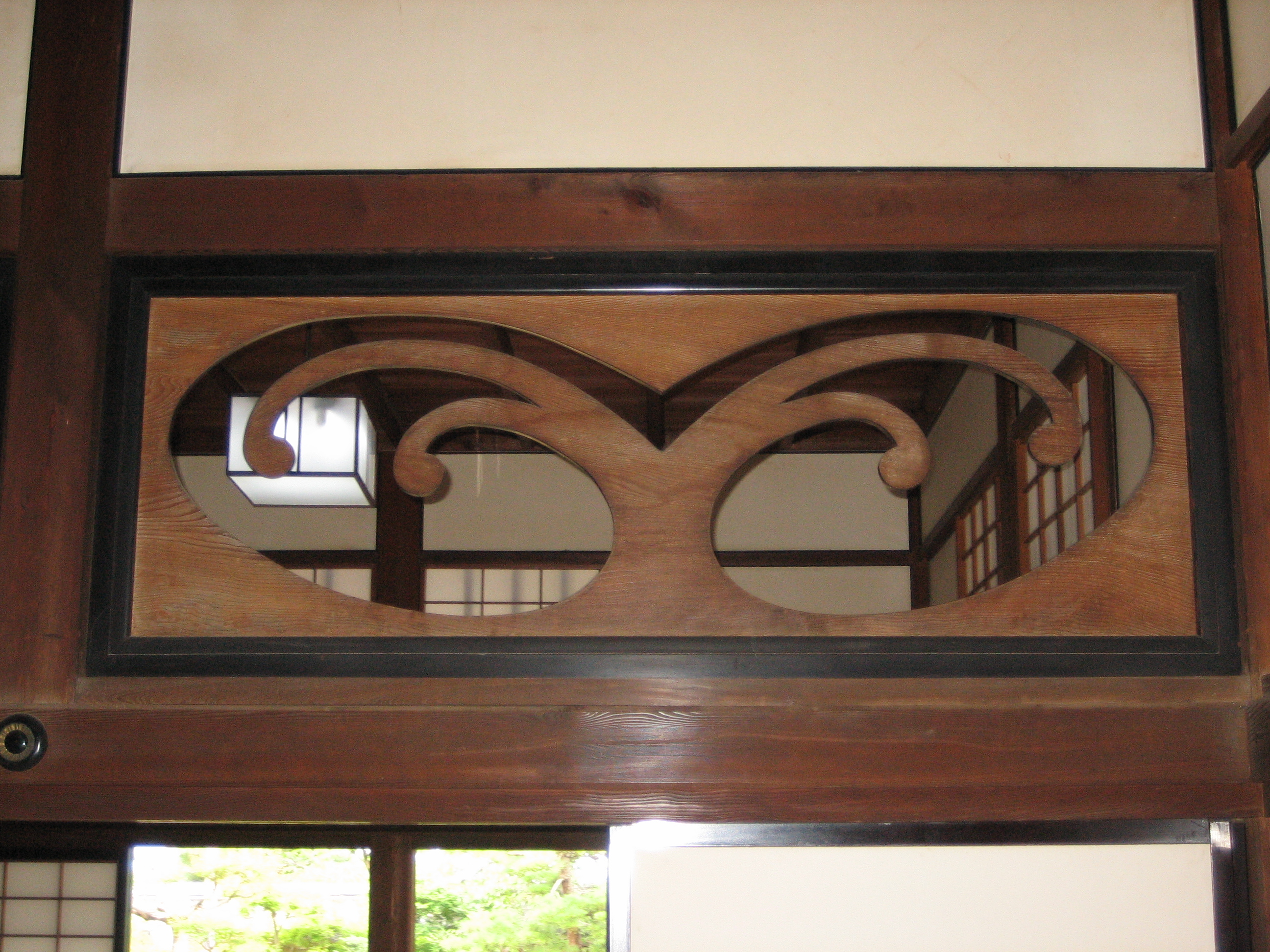
高知城の欄間（日本建築）

## 交通車両
鉄道関係では、アメリカのプルマン社が製造した旅客車両に高窓が使われていて、イギリスへも輸入されて、ロンドン・ミッドランド・アンド・スコティッシュ鉄道の前身であるミッドランド鉄道の工場で組み立てられて、1874に試運転が行われている。
ロンドン地下鉄のQ型車両（Q Stack）には高窓があり、最後に運航されたのは1971年である。
自動車関係では、二階建てバス（Double-decker bus）にも高窓は使われて、採光のためだけでなく、換気をよくして、さらに乗客が歩きやすいように高さを確保している。
フォルクスワーゲン社製造のタイプ2ミニバスでも高窓が使われているモデルがある。1961-67年製造のサンバ（Samba）は高窓が23個もあり、収集家の人気車になっている。

## 交通車両の高窓ギャラリー

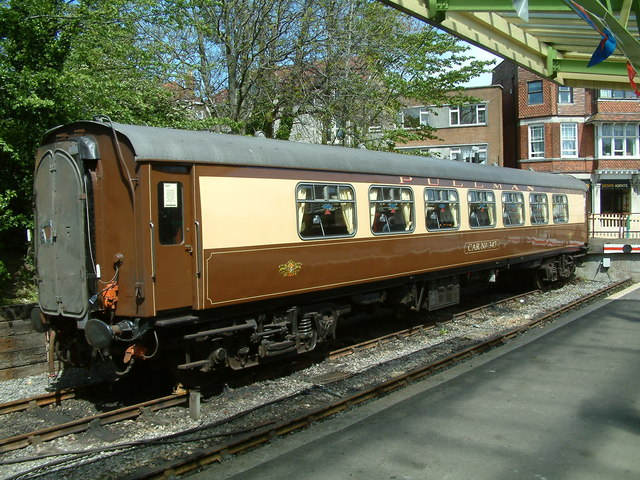
プルマン客車をイギリスMetro-Cammell社がライセンス生産
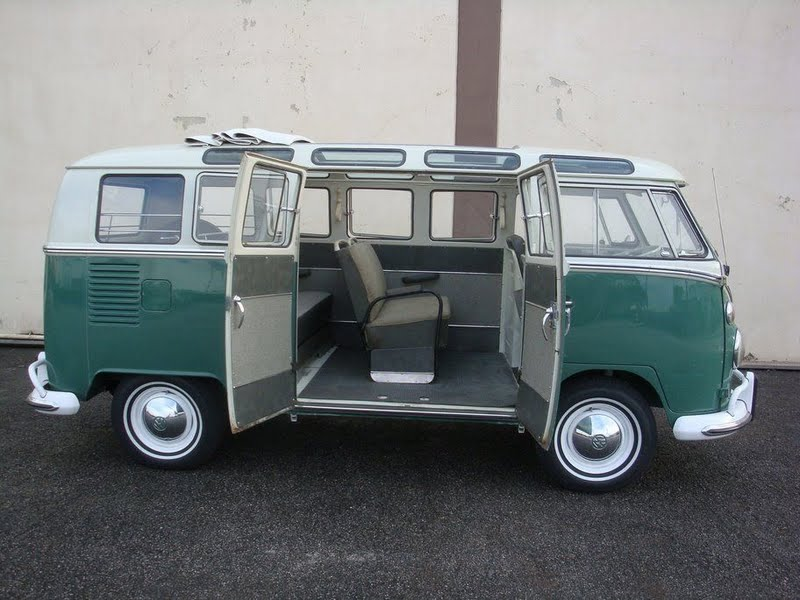
フォルクスワーゲンSamba Transporter (T1) Model 21 Window
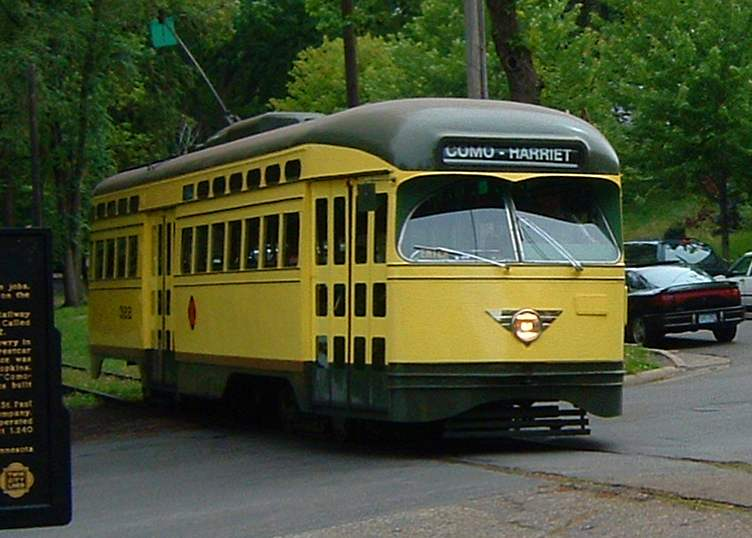
TCRT PCC路面電車
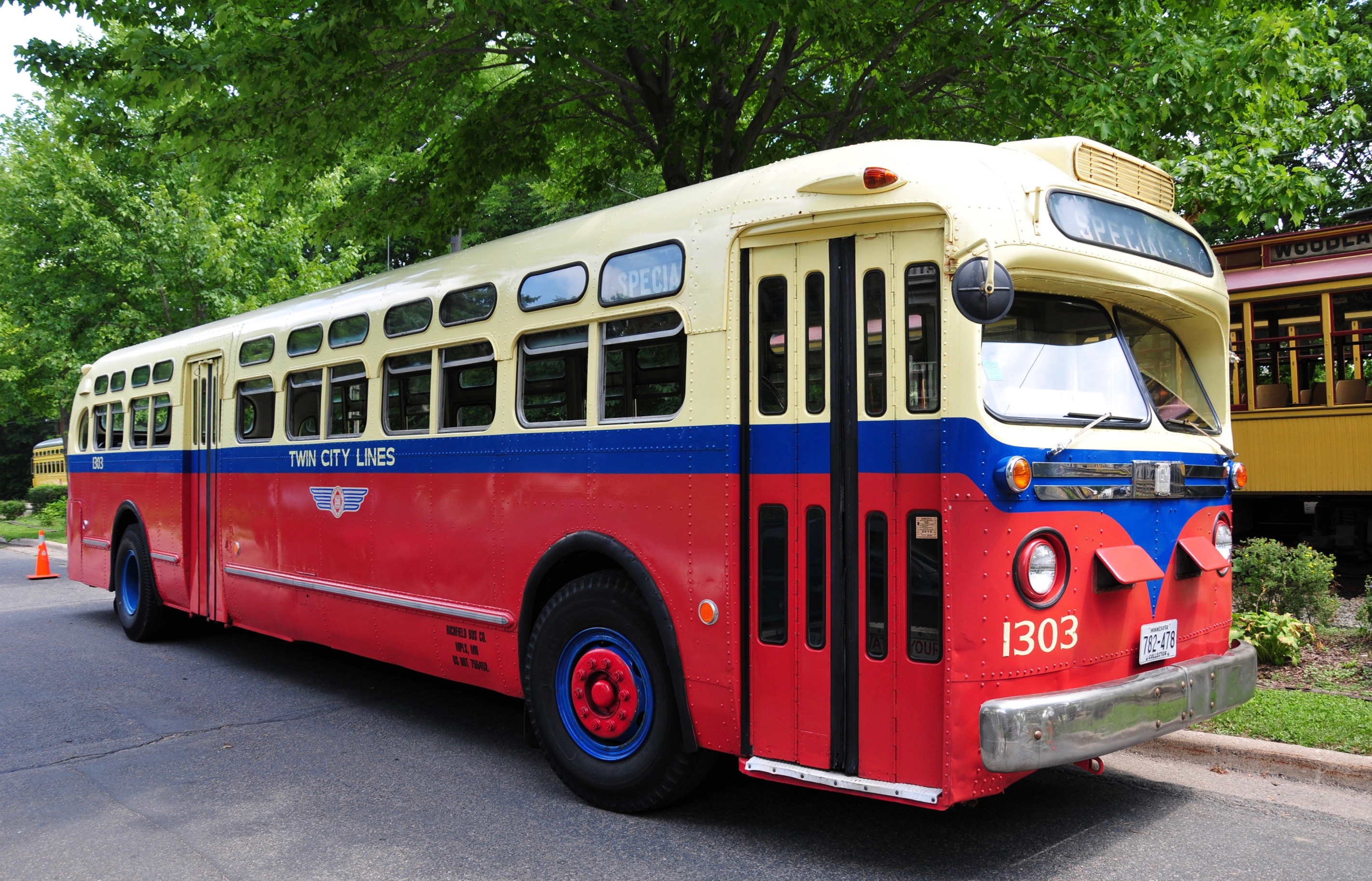
GMCオールドルックトランジット・バス
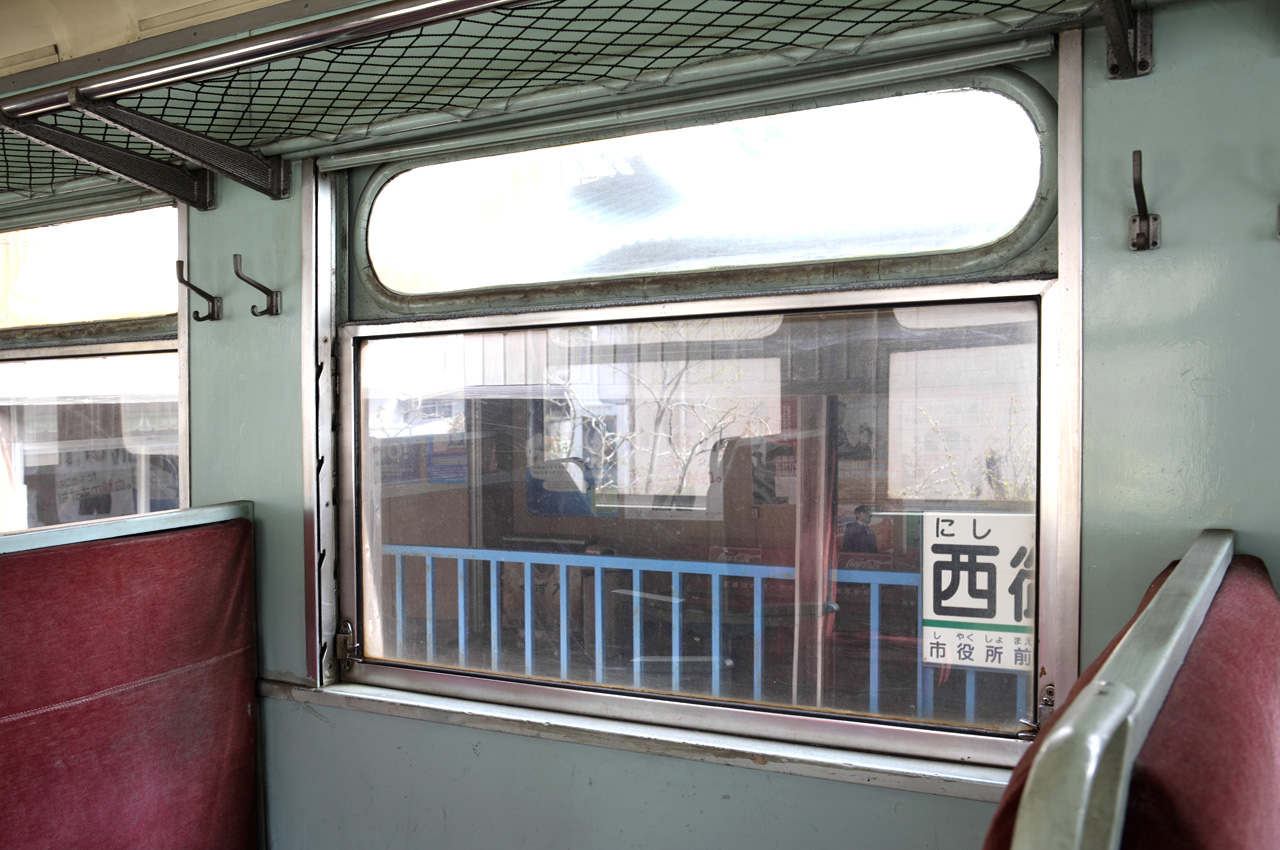
紀州鉄道キハ600形

## 参照
1. 1 2  主婦の友社／編『暮らしやすい家づくりのヒント』主婦の友社、2016年、33頁。
2. ↑  高窓（コトバンク）
3. ↑  Gwendolyn Leick and Francis J. Kirk, A Dictionary of Ancient Near Eastern Architecture, 1988, Routledge, 261 pages ISBN 0-415-00240-0
4. ↑  C. Michael Hogan, Knossos fieldnotes, Modern Antiquarian (2007)
5. ↑  Palmer, Allison Lee (2008-09-11). Historical Dictionary of Architecture. Scarecrow Press. p. 267. ISBN 978-0-8108-6283-8 2018年11月1日閲覧。
6. ↑  クリアストーリー（住宅ナビ）